# Västhaga

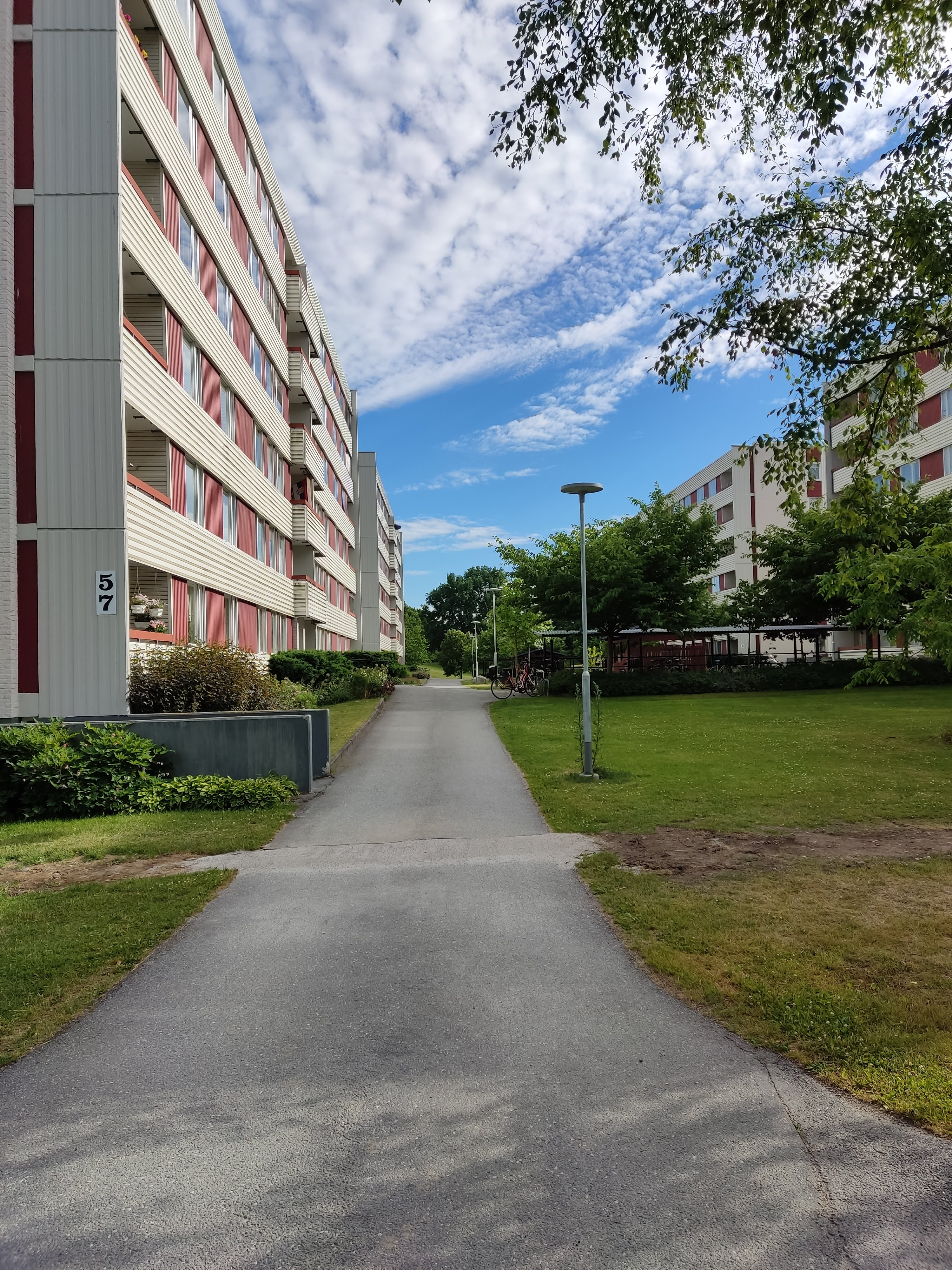
Lägenheter i Västhaga

Västhaga är en stadsdel i Örebro. Området var före 1937 en del av Längbro landskommun. Västhaga ligger väster om Rosta, söder om Oxhagen, norr om Svartån och öster om Solhaga.
Västhaga består dels av låghus i 1-2 våningar, dels av tio höghus i sex våningar. Husen byggdes 1969–1972. De ägs av Örebrobostäder och består av hyresrätter. I området bor omkring 1600 personer . Närmast motorvägen finns ett kommersiellt centrum och några kontorshus. Där ligger bland annat Trafikverket och administrationen för Bilregistret. Väster om Västhaga ligger Haga centrum med butiker, bibliotek, simbassäng, apotek och vårdcentral.
Söder om Hagagatan mot Svartån ligger skolan för kommunal vuxenutbildning Campus Risbergska.